# Caryospora bengalensis
Caryospora bengalensis – gatunek pasożytniczych pierwotniaków należący do rodziny Eimeriidae z podtypu Apicomplexa, które kiedyś były klasyfikowane jako protista. Występuje jako pasożyt węży. C. bengalensis cechuje się tym iż oocysta zawiera 1 sporocystę. Z kolei każda sporocysta zawiera 8 sporozoitów.
Obecność tego pasożyta stwierdzono u Enhydris enhydris należącego do rodziny połozowatych (Colubridae).

## Sporulowana oocysta i sporulowana sporocysta
Jest kształtu sferoidalnego, posiada bezbarwną ścianę. Oocysta posiada średnicę 20 – 22 μm.
Sporocysty kształtu owoidalnego o długości 19 μm, szerokości 13,5 μm. Występuje ciałko Stieda. Brak parastieda body (PSB).